# Bari (Puntlândia)
Bari é uma região administrativa definida pelo auto-declarado estado autônomo de Puntlândia, Somália. Esta região ocupa o norte do que tem sido tradicionalmente a região de Bari na Somália unificada. A Cordilheira de Karkaar está localizada ao sul da região e constitui a divisa natural com a região de Karkaar, também criada pelo estado de Puntlândia, e que ocupa a parte sul da tradicional região de Bari.